# Rebelo Gonçalves
Francisco da Luz Rebelo Gonçalves (Santarém, 15 de noviembre de 1907 — 23 de abril de 1982) fue un profesor universitario portugués y uno de los mayores filólogos y lexicógrafos de la lengua portuguesa del último siglo. Autor de un importante Vocabulario de la Lengua Portuguesa y del Tratado de Ortografía de la Lengua Portuguesa, sus obras resultaron una de las principales fuentes sobre las que consensuar el texto final del Acuerdo Ortográfico de la Lengua Portuguesa (1990), firmado ocho años después de su muerte.

## Biografía
Licenciado y doctor en Filología Clásica, Rebelo Gonçalves fue profesor, en Portugal, de la Facultad de Letras de la Universidad de Coímbra y en la Facultad de Letras de la Universidad de Lisboa, y, en Brasil, fue profesor de Filología Portuguesa y Filología Clásica (Lengua y Literaturas Griega y Latina) de la Universidad de São Paulo entre 1935 y 1938, integrando el grupo de profesores extranjeros que fueron invitados para enseñar tras su fundación.
En Brasil integró el grupo fundador de la Casa de Portugal de São Paulo, del que fue el primer presidente.
En la Conferencia Ortográfica Lusitano-Brasileña, que dio origen al Acuerdo Ortográfico de la Lengua Portuguesa de 1945, fue el relator por parte de la delegación portuguesa.
Publicó en los Anuarios de 1934 a 1938 de la FFLC (actual FFLCH) y en las revistas de la FFLC de 1936 a 1937 de la USP (Universidad de São Paulo) los artículos  "El sueño de D. Manuel", "Camões, Humanista" y "El humanismo de Rui".
Esas correspondencias nunca fueron publicadas, por la dificultad de encontrarse un editor y un acuerdo entre la familia de Rebelo Gonçalves.

## Reconocimientos
En 1940 fue agraciado con la Orden de la Cruz del Sur, la más importante encomienda entregada por el Estado brasileño a la personalidades extranjeras.
En 2007 fue celebrado el centenario de su nacimiento, ocasión en que muchos estudiosos acordaron para subrayar el interés en sus obras agotadas y que no eran reeditadas desde los años 1970.

## Obras
La Fundación Calouste Gulbenkian editó su Obra Completa, en 3 volúmenes, en edición de María Isabel Rebelo Gonçalves, entre 1995 y 2002. Esa edición incluye prácticamente todo su trabajo, con la salvedad de sus dos principales obras de referencia:
- Tratado de Ortografía da Língua Portuguesa. Coímbra, Tipografia Atlântida, 1947.
- Vocabulário da Língua Portuguesa. Coímbra, Coimbra Editora, 1966.

### Otros títulos
- A fala do velho do Restelo. Aspectos clássicos dêste episódio camoniano, Lissabon, 1933.
- Filología e literatura, São Paulo, 1937.
- Dissertações camonianas, São Paulo/Rio de Janeiro, 1937.
- Vocabulário ortográfico da língua portuguesa, Lissabon, 1940.